# Mantorp Park

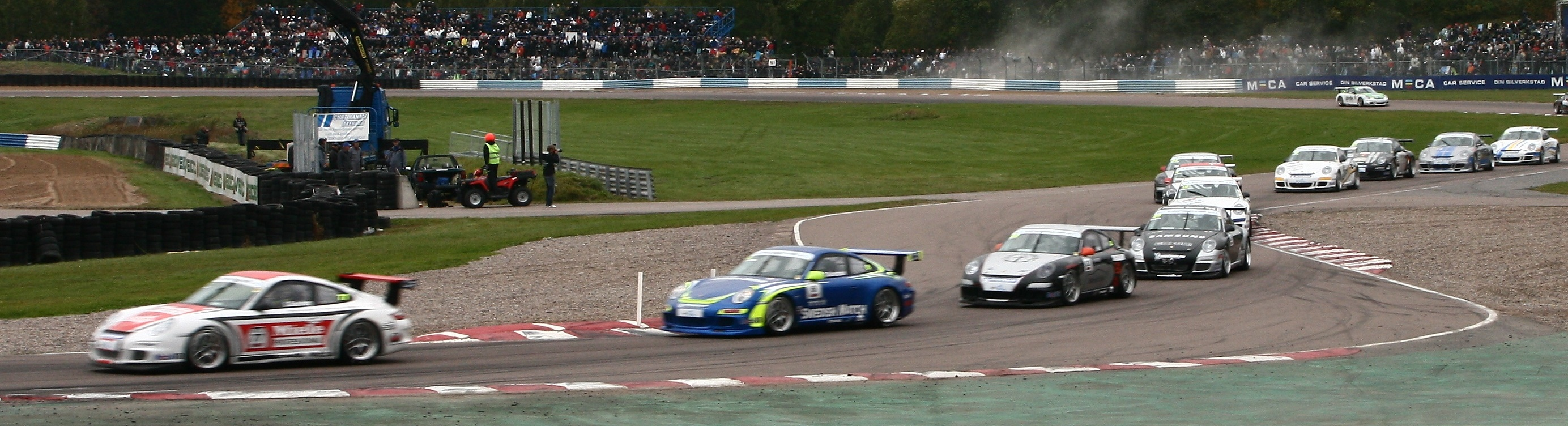
Kurvtagning, sedd från läktare L8.

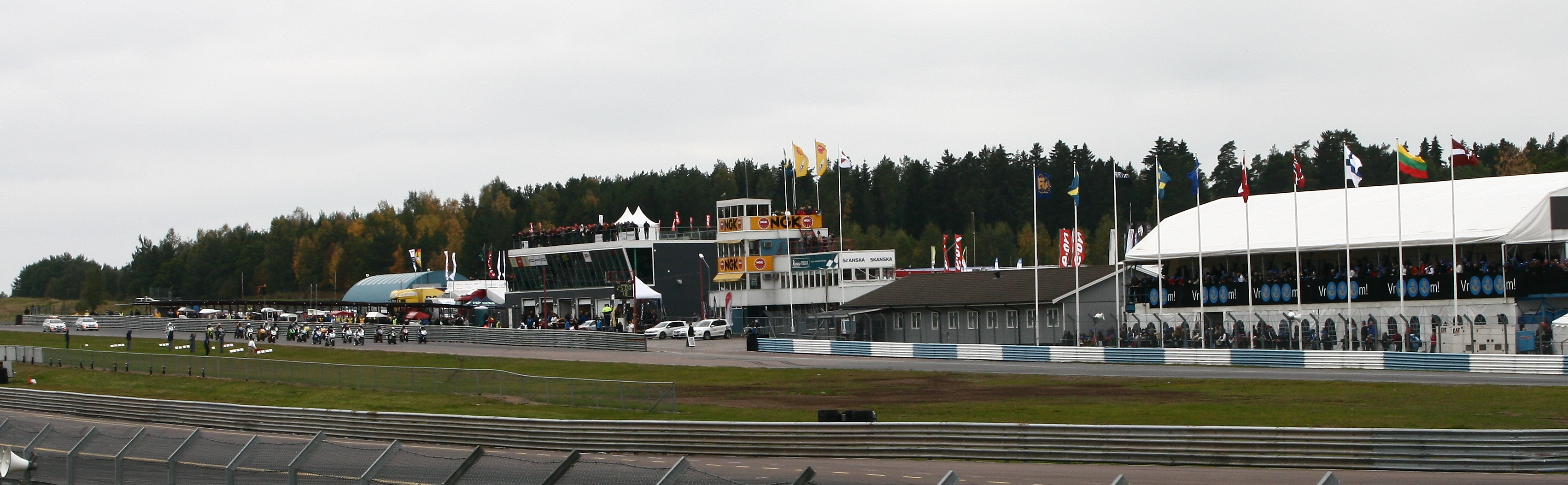
Startfältet, sedd från läktare L8.

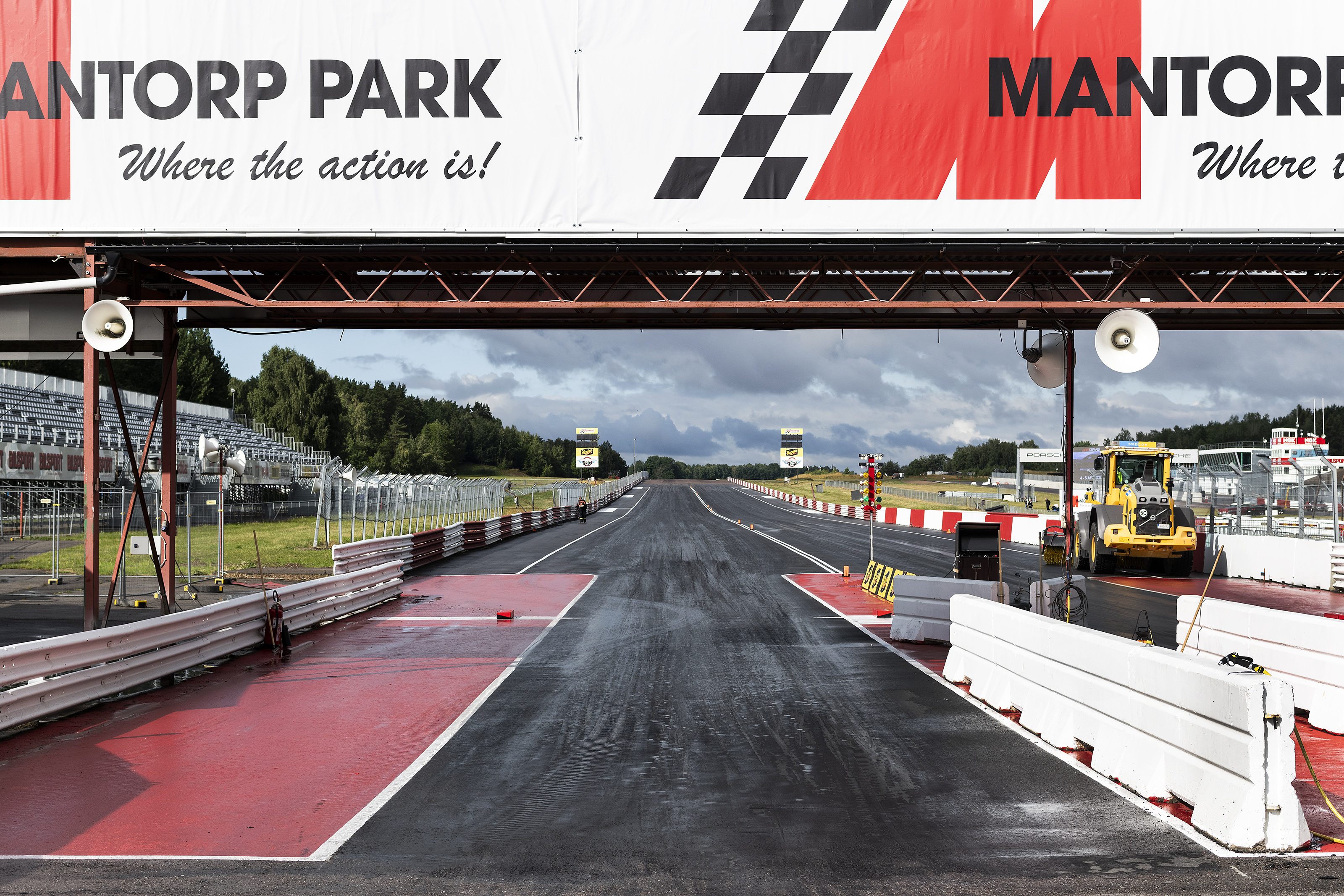
Dragstrippen på Mantorp Park 2023

Mantorp Park är en racerbana belägen vid E4:an i höjd med Mantorp. Banan, som invigdes 1969, ägs och drivs av Mantorp Park Motorbana AB.

## Bansträckningar
Banan har tre bansträckningar, plus en dragstrip. En av bansträckningarna används dock inte.
Bansträckningarnas längd:
- Den kortaste varianten av banan är 1 868 meter lång (varvrekord: 0:46,22 satt av Nicklas Karlsson)
- Den längsta varianten av banan är 3 106 meter lång. (varvrekord: 1:09,92 satt av Fredrik Wiborg 2020)
- Den nedlagda varianten av banan var 4 100 meter lång. (varvrekord: 1:24,0 satt av Patrick Depailler)

## Historia
Mantorp Park byggdes mellan 1968 och 1969 och det första loppet kördes 31 augusti 1969. I början av 1970-talet och i början av 1980-talet kördes Formel 2 på banan. 1971 vann hemmaföraren Ronnie Peterson i en March på banan, 35 sekunder före Tim Schenken från Australien. På tredje plats slutade Carlos Reutemann från Argentina. Peterson vann även totalt det året. 1972 vann britten Mike Hailwood och 1973 tog fransmannen Jean-Pierre Jarier hem segern. Även Hailwood och Jarier vann totalt då de vann på banan.
1973 körde man även ETCC på Mantorp. De flesta som körde var svenska förare. Dieter Glemser och Jochen Mass vann tävlingen. 1976 kördes europeiska Formel 3-mästerskapet på banan med Gianfranco Brancatelli som vinnare. 
1981 vann en annan hemmaförare, nämligen Stefan "Lill-Lövis" Johansson. Det året sattes även det nuvarande banrekordet på den långa bansträckningen av Johnny Cecotto från Venezuela med tiden 1:11,69. 1982 blev sista gången det kördes Formel 2 på Mantorp och den gången vann Cecotto. 
Under 1980-talet byggdes det en chikan innan man gick ut på den långa raksträckan. Chikanen har sedan byggts om ett par gånger, senast 2000.
Publikrekordet på banan är 34 000 personer under en dragracingtävling. 
Numera körs det mest nordiska serier på banan, till exempel STCC Radical sportvagnar och Porsche Carrera Cup.
Under början av 1970-talet började rakan på Mantorp användas som dragstrip för Dragracing och hade under några år den svenska deltävlingen i dragracing Europamästerskapen. Mantorp har inte längre EM-status i det hänseendet.

## Formel 2-resultat

### 1971
1. Ronnie Peterson, Sverige, March
2. Tim Schenken, Australien, Rondel Racing
3. Carlos Reutermann, Argentina, YPF

### 1972
1. Mike Hailwood, Storbritannien, Surtees
2. Jean-Pierre Jabouille, Frankrike, Elf Coombs Racing
3. Jean-Pierre Jaussaud, Frankrike, A.S.C.A

### 1973
1. Jean-Pierre Jarier, Frankrike, March
2. Jochen Mass, Tyskland, Surtees
3. John Watson, Storbritannien, Shell Arnold Team

### 1981
1. Stefan "Lill-Lövis" Johansson, Sverige, Toleman
2. Geoff Lees, Storbritannien, Ralt Racing
3. Kenny Acheson, Storbritannien, Toleman

### 1982
1. Johnny Cecotto, Venezuela, March
2. Philippe Streiff, Frankrike, AGS
3. Beppe Gabbiani, Italien, Maurer Motorsport

## Datorspel
Mantorp Park har varit med i ett antal datorspel, bland annat STCC och STCC 2, STCC the Game, Radical, ToCA Race Driver samt ToCA Race Driver 2. I ToCA Race Driver finns dock felaktigt den längsta versionen av banan med trots att den inte används.
RaceRoom Racing Experience lanserade 2017 en laser-scannad modell av både den korta och långa banan.